# Ермес Муччінеллі
Ермес Муччінеллі (італ. Ermes Muccinelli; 28 липня 1927, Луго — 4 листопада 1994, Савона) — колишній італійський футболіст, нападник.
Насамперед відомий виступами за клуб «Ювентус», а також національну збірну Італії.
Дворазовий чемпіон Італії. Дворазовий володар Кубка Італії.

## Клубна кар'єра
У дорослому футболі дебютував 1945 року виступами за команду клубу «Б'єллезе», в якій провів один сезон.
Своєю грою за цю команду привернув увагу представників тренерського штабу клубу «Ювентус», до складу якого приєднався 1946 року. Відіграв за «стару синьйору» наступні дев'ять сезонів своєї ігрової кар'єри. Більшість часу, проведеного у складі «Ювентуса», був основним гравцем атакувальної ланки команди. За цей час двічі виборював титул чемпіона Італії.
Згодом з 1955 по 1959 рік грав у складі команд клубів «Лаціо» та «Ювентус». Протягом цих років додав до переліку своїх трофеїв два титули володаря Кубка Італії (по одному у складі кожної з цих двох команд).
Завершив професійну ігрову кар'єру у клубі «Комо», за команду якого виступав протягом 1960—1961 років.

## Виступи за збірну
1950 року дебютував в офіційних матчах у складі національної збірної Італії. Протягом кар'єри у національній команді, яка тривала 8 років, провів у формі головної команди країни лише 15 матчів, забивши 4 голи.
У складі збірної був учасником чемпіонату світу 1950 року у Бразилії, чемпіонату світу 1954 року у Швейцарії.

## Титули та досягнення
- Чемпіон Італії (2):

«Ювентус»: 1949–50, 1951–52
- Володар Кубка Італії (2):

«Лаціо»: 1957–58: «Ювентус»: 1958–59